# دیانا یورگووا
دیانا یورگووا (بلغاری: Диана Йоргова؛ زادهٔ ۹ دسامبر ۱۹۴۲) ورزشکار پرش طول اهل بلغارستان بود.